# 夜霧のしのび逢い
『夜霧のしのび逢い』（よぎりのしのびあい、原題: Τα κόκκινα φανάρια、英題: The Red Lanterns）は、1963年に製作されたギリシャ映画。ギリシャの港町ピレウスを舞台とした娼婦たちの物語。モノクロ作品。
1965年の日本での公開にあたり、クロード・チアリによる大ヒット曲「La playa」が主題曲に差し替えられ、邦題「夜霧のしのび逢い」として日本国内で流行したことでも知られる。

## ストーリー
港町の娼館に身を置くエレニには、身元を明かさないまま交際している恋人ペテロがいた。同僚の他の娼婦たちも客として出会った男などと恋に落ち、公娼制度が廃止されて娼館を立ち退く日まで、それぞれの再出発への情愛と哀愁のドラマがあった。
エレニに好意を持っていた支配人のミハイルは、彼女に娼館とは縁のない恋人がいるのを知ると嫉妬し、ペテロに彼女の正体をばらしてしまう。そしてペテロは彼女のもとを去っていく。
みんなが娼館を引き払う日がやってきた。そこへエレニとやり直す決意をしたペテロが現れて再会する。二人は抱き合って愛を誓う。最後に掃除婦のカテリーナがともに老いた恋人と歩いて歓楽街を去っていく。

## キャスト
- エレニ・ニクレスク - ジェニー・カレツィ（英語版）
- ミハイル - ジョージ・ファウンダス（英語版）
- ペテロ - ディミトリス・パパミカエル（英語版）
- アンナ・ゲオルガンタ - アレクサンドラ・ラディコウ（ギリシア語版）
- ニコラス船長 - マノス・カトラキス（英語版）
- マリー・パナ - マリー・クロノプルー（英語版）
- アンジェロ - フェドン・ヨルギツィス（英語版）
- マダム・パリ - デスポ・ディアマンティドゥ（英語版）
- カテリーナ - イロ・キリアカキ（ギリシア語版）
- 老人 - ノチス・ペルヤリス（英語版）

## スタッフ
- 監督：ヴァシリス・ジョルジアディス（英語版）
- 脚色：アレコス・ガラノス
- 原作戯曲：アレコス・ガラノス
- 撮影：ニコス・ガルデリス（ギリシア語版）
- 音楽：スタヴロス・サルカコス（ギリシア語版）

## 映像ソフト
VHS
- 夜霧のしのび逢い（1987年9月19日、東芝映像ソフト VTS-F395V）